# Стрибок через брезент (фільм)
«Стрибок через брезент» (фр. Le Saut à la couverture) — документальний короткометражний фільм, один з перших фільмів, знятих братами Люм'єр у 1895 році

## Сюжет
У фільмі показано тренування пожежних, новачка вчать з розбігу стрибати на брезент, який тримають у висячому положенні інші пожежні.

## Цікаві факти
- Фільм був показаний восьмим на знаменитому першому платним люм'єровському кіносеансі з десяти фільмів в Парижі в підвалі «Гран-кафе» на бульварі Капуцинів 28 грудня 1895 року.